# Solus Christus

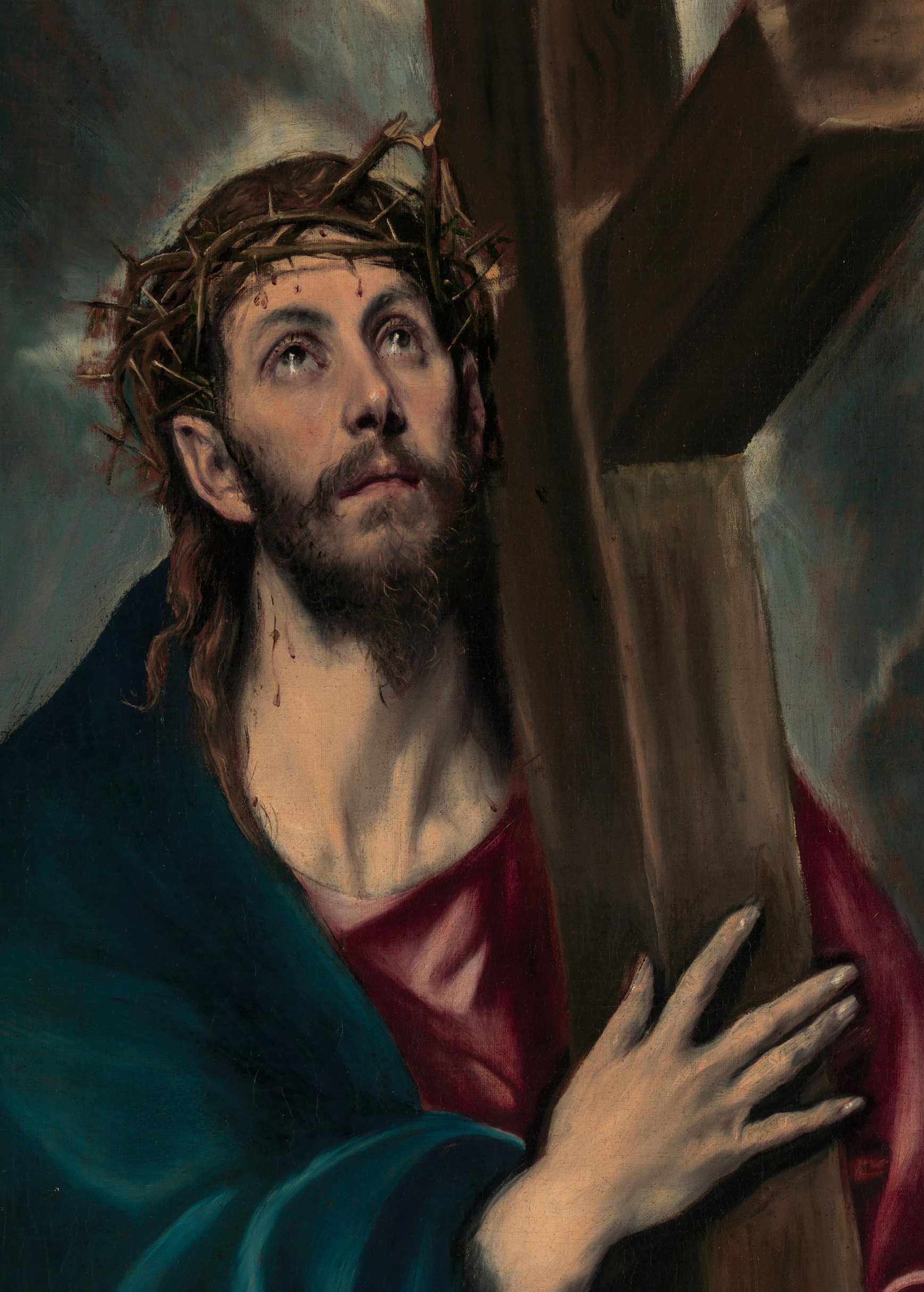
Según Solus Christus, el sacrificio de Cristo es la única fuente de salvación (Cristo cargando la cruz, El Greco, 1580).

Solus Christus (en español: solo Cristo) es una de los cinco solas que resumen la creencia básica de los reformadores protestantes: que la salvación es a través de solo Cristo y que Cristo es el único mediador entre Dios y el hombre.

## Características
La doctrina apunta principalmente contra la comprensión católica y ortodoxa de María como gracia mediadora (Mediatrix) y de los santos como intercesores: la única causa de justificación es Jesucristo, quien dio único y definitivo sacrificio. Por tanto, la intercesión de cualquier otro, vivo o muerto, es innecesaria en términos de justificación.
Otro significado de esta tesis es que el protestantismo considera que Cristo es la única cabeza real de la Iglesia y se niega a ser representado por un papa, sacerdote u otra persona, también se refiere a las actividades y organización de la Iglesia. En consecuencia, Jesucristo es reconocido como el único líder de la Iglesia cristiana, por lo que se rechaza la supremacía del Papa. Adicional a esto un clérigo en las iglesias protestantes no cumple la función de un sacerdote, sino un pastor, ministro de las constituciones de Cristo y predicador, lo cual está relacionado con el principio del sacerdocio universal de todos los creyentes.
Por esta razón, el culto a los santos y el culto mariano no se practican en el protestantismo. También se rechaza la intercesión de los santos, dado que solo Jesús es el único mediador entre Dios y el hombre. La doctrina del solus Christus también afecta la soteriología de las denominaciones derivadas de la Reforma protestante, porque rechazan la posibilidad de cualquier influencia en la salvación de otras personas, tanto vivas como muertas.

## Fundamentos bíblicos de esta doctrina
- Jesús le dijo: Yo soy el camino, y la verdad, y la vida; nadie viene al Padre, sino por mí (Juan 14:6).[6]
- Y en ningún otro hay salvación; porque no hay otro nombre bajo el cielo, dado a los hombres, en que podamos ser salvos (Hechos 4:12).[7][8]
- [S]ino que siguiendo la verdad en amor, crezcamos en todo en aquel que es la cabeza, esto es, Cristo, de quien todo el cuerpo, bien concertado y unido entre sí por todas las coyunturas que se ayudan mutuamente, según la actividad propia de cada miembro, recibe su crecimiento para ir edificándose en amor (Efesios 4:15-16).[9]
- Porque hay un solo Dios, y un solo mediador entre Dios y los hombres, Jesucristo hombre (1 Timoteo 2:5).[10]
- Porque no tenemos un sumo sacerdote que no pueda compadecerse de nuestras debilidades, sino uno que fue tentado en todo según nuestra semejanza, pero sin pecado. Acerquémonos, pues, confiadamente al trono de la gracia, para alcanzar misericordia y hallar gracia para el oportuno socorro (Hebreos 24:15-16).
- [P]or lo cual puede también salvar perpetuamente a los que por él se acercan a Dios, viviendo siempre para interceder por ellos (Hebreos 7:25).
- Hijitos míos, estas cosas os escribo para que no pequéis; y si alguno hubiere pecado, abogado tenemos para con el Padre, a Jesucristo el justo. Y él es la propiciación por nuestros pecados; y no solamente por los nuestros, sino también por los de todo el mundo (1 Juan 2:1-2).[11]
- Porque ciertamente no socorrió a los ángeles, sino que socorrió a la descendencia de Abraham. Por lo cual debía ser en todo semejante a sus hermanos, para venir a ser misericordioso y fiel sumo sacerdote en lo que a Dios se refiere, para expiar los pecados del pueblo (Hebreos 2:16-18).[12]